# 205 Martha
205 Martha este un asteroid din centura principală, descoperit pe 13 octombrie 1879, de Johann Palisa.